# Makov (Svitavyi járás)
Makov település Csehországban, a Svitavyi járásban. Makov Chotovice, Chotěnov, Bučina, Morašice, Příluka, Vidlatá Seč, Suchá Lhota és Újezdec településekkel határos. Lakosainak száma 337 fő (2024. január 1.).

## Népesség
A település lakosságának változását az alábbi diagram mutatja:
| Lakosok száma | 659  | 628  | 582  | 419  | 324  | 349  | 319  | 317  | 326  | 337  |
|               | 1869 | 1890 | 1921 | 1950 | 1980 | 2001 | 2017 | 2019 | 2022 | 2024 |